# DSC (zonnecel)
De DSC (Dye-sensitized solar cell) of Grätzel-zonnecel is een type foto-elektrochemische zonnecel dat zonlicht  met kleurstoffen omzet in elektrische energie. Deze zonnecel werd in 1991 uitgevonden door de Zwitserse professor Michael Grätzel en Brian O'Regan op de École Polytechnique Fédérale de Lausanne. De zonnecel bestaat uit een aantal lagen: een geleidende laag, een elektrolytoplossing en titaandioxide met daaraan vast kleurstof.

## De lagen

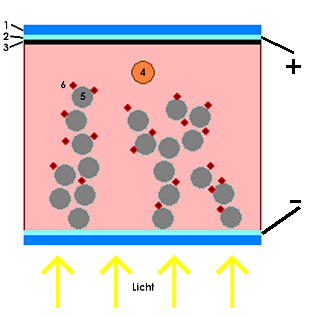
Werking van Grätzel-zonnecel

De zonnecel bestaat uit een aantal lagen. De buitenste laag, is gemaakt van glas of een plastic, deze beschermt de cel (nr. 1). Daar binnen zit een doorzichtige geleidende laag, deze geleidt de elektronen (nr. 2). Tegen de ‘bovenste’ laag zit een laagje grafiet (nr. 3). In het midden van de cel zit een elektrolytoplossing (nr. 4), deze kan gemaakt worden van allerlei zoutoplossingen. Op de onderste doorzichtige geleidende laag zitten gesinterde willekeurig gestapelde titaandioxidemoleculen (nr. 5). Aan de titaandioxidemoleculen zitten kleurstofmoleculen (nr. 6) vast.

## Het principe
Het licht valt van buiten op de kleurstofmoleculen in de zonnecel. Hierdoor worden de elektronen in een hoger energieniveau gebracht waardoor ze in de geleidingsband komen. De elektronen uit de geleidingsband gaan naar het titaandioxide, waar ze naar de doorzichtige geleidende band worden geleid. Er wordt kleurstof gebruikt omdat zonlicht niet genoeg energie heeft om de elektronen van het titaandioxide naar een hogere band te brengen.
De elektronen zitten nu aan de minpool. Er is nu een potentiaalverschil met de pluspool. Er staat nu een spanning tussen de twee polen en er kan stroom geleverd worden. Om de stroom tussen de pluspool en de elektrolyt te bevorderen zit daar een laagje grafiet dat als katalysator optreedt. De ionen geven de elektronen op hun beurt weer af aan de kleurstofmoleculen en zo wordt de stroomkring gesloten.

## Voor- en nadelen
Een nadeel van een Grätzel-zonnecel is dat het rendement nu rond de 3 tot 5% tegen 14-17% voor een gewone siliciumzonnecel is. In de toekomst wordt verwacht dat dit stijgt naar ongeveer 30%.
Voordelen zijn dat het relatief goedkoop is om zo’n zonnecel te maken ten opzichte van een siliciumzonnecel. Ook is het rendement binnenshuis hoger dan dat van een siliciumzonnecel. Als de buitenste laag gemaakt is van plastic is het mogelijk om een flexibel zonnepaneel te maken.

## Geschiedenis
Oktober 2007 - G24 is in Cardiff begonnen met een productie van 30 MW per jaar.